# Davis Pereira
Davis Fernandes Pereira (* 21. Januar 1958 in São Paulo) ist ein ehemaliger brasilianischer Radrennfahrer.

## Sportliche Laufbahn
Pereira war im Straßenradsport aktiv. Er war Teilnehmer der Olympischen Sommerspiele 1980 in Moskau. Das olympische Straßenrennen beendete er nicht. 1986 wurde er Dritter im Eintagesrennen Prova Ciclistica 9 de Julho.